# Кхо (народ)
Кхо или Ховари (кховар: کھو‎) су индо-аријска етнолингвистичка група која је асоцирана са регијом Дардистан. Говоре кховар језиком који припада дардској групи индо-аријске породице језика, и њиме говори око 290.000 људи. Ховара укупно има око 230.000, а од тога 214.500 у Пакистану, 19.200 у Индији и 14.700 у Авганистану. У Пакистану, Ховари живе у округу Читрал, а у Индији у регији Џаму и Кашмир.

## Историја
Ховари су вероватно потомци оних људи који су стигли на те просторе (округ Читрал и Џаму и Кашмир) за време индоаријске миграције. Првобитно су практиковали хиндуизам и будизам (нарочито тибетански будизам). За време монголске инвазије на Индију почетком 13. века велики број Ховара је прешао на ислам.

## Демографија
Историјски Кхо су настањивали регију Дардистан на северу Пакистана. Данас већином живе у округу Читрал, који се налази такође у Пакистану, и они су дардска етничка група настањена у јужној Азији. Мањи, али значајан број Кхо живи у на северу Индије, где је Џаму и Кашмир, као и у Авганистану, у провинцији Бадахшан.

## Религија
Данас је већинска религија ислам, са малим бројем присталица будизма.